# 2020 en Irak
Cet article présente les faits marquants de l'année 2020 en Irak.

## Évènements
- 1er janvier : des foules de manifestants ont pénétré dans l'enceinte de l'ambassade des États-Unis à Bagdad, en Irak, puis se sont retirés après que les marines américains ont tiré des gaz lacrymogènes. Les troubles se sont produits en réponse aux frappes aériennes américaines sur les milices pro-iraniennes en Irak.
- 3 janvier : un drone américain abat le général iranien Qassem Soleimani, commandant de la force Al-Qods, et Abou Mehdi al-Mouhandis, no 2 des Hachd al-Chaabi, lors de l’attaque de l’aéroport de Bagdad, ce qui entraîne une crise diplomatique et de très graves tensions géopolitiques notamment avec l’Irak.
- 5 janvier : au cours d'une session extraordinaire consécutive à cette frappe, le Parlement Irakien vote et exige l'expulsion hors du territoire irakien des troupes de la Coalition internationale en Irak et en Syrie dont les États-Unis sont le leader de facto.
- 8 janvier : les Forces armées iraniennes bombardent deux bases militaires internationales, celles d'Erbil et d'Aïn al-Assad, abritant des troupes de la Coalition internationale en Irak et en Syrie dont notamment des soldats américains[1].
- 9 avril : le chef du renseignement Moustafa Al-Kazimi est nommé Premier ministre[2].